# لختی زنان در ایالات متحده

قوانین لختی زنان در ایالات متحده بر اساس ایالت و قلمرو

در ایالات متحده، ایالت‌های خودمختار دارای صلاحیت اولیه در موضوعات اخلاق عمومی هستند. جنبش آزادی برتر در موارد معدودی در متقاعد کردن برخی از دادگاه‌های ایالتی و فدرال برای لغو برخی قوانین ایالتی بر اساس تبعیض جنسی یا حمایت برابر ادعای موفقیت کرده است، با این استدلال که یک زن باید آزاد باشد که سینه‌های خود را در معرض دید قرار دهد (یعنی برهنه باشد) و در هر زمینه ای که یک مرد بتواند در آن شرایط خود را آشکار کند. موارد موفق دیگری بر اساس آزادی بیان در اعتراض بوده است، یا اینکه قرار گرفتن در معرض سینه‌ها ناپسند نیست.
قوانین و احکامی که برهنگی زنان را ممنوع می‌کند، در دادگاه‌های فدرال در سراسر کشور به چالش کشیده می‌شود. هر دعوی، اگر در سطح استیناف غالب شود، آزادی بالا را در مدارهای تجدیدنظر ایالات متحده (از غرب به شرق) قانونی خواهد کرد: ۹ (کالیفرنیا)، ۸ (میسوری) و ۴ (مریلند). یک دعوای حقوقی فدرال در حوزه هفتم (ایلینوی) در سطح استیناف از بین رفت و درخواست تجدید نظر توسط دادگاه عالی ایالات متحده رد شد. حکم مقدماتی در یک دعوی قضایی فدرال در حوزه دهم (کلرادو) در سطح استیناف برنده شد. در سپتامبر ۲۰۱۹، پس از صرف بیش از ۳۰۰هزار دلار، فورت کالینز تصمیم گرفت دفاع از فرمان خود را متوقف کند و آن را لغو کند. این امر به زنان در تمامی سنین این حق را می‌دهد که در هر جایی که مردان می‌توانند در حوزه 10th Circuit (وایومینگ، یوتا، کلرادو، نیومکزیکو، کانزاس و اوکلاهاما و همچنین همه شهرستان‌ها و شهرهای آن‌ها) برهنه بروند، آنها نیز برهنه بروند.

## جنبش‌های سیاسی

### به روز برهنه بروید
Go Topless Day یک رویداد سالانه است که در ایالات متحده برای حمایت از حق زنان برای برهنه رفتن در انظار عمومی به دلایل برابری جنسیتی برگزار می‌شود. در ایالت‌هایی که زنان از این حق برخوردارند، قوانین آزادی بالا جشن گرفته می‌شود و در ایالت‌هایی که زنان برهنه پوش ممنوع هستند، اعتراضات برگزار می‌شود.

#### تنظیم کننده
این رویداد سالانه در سال ۲۰۰۷ توسط Go Topless، یک گروه نوادایی که توسط کلود ووریلون، رهبر جنبش Raelian، یک مذهب بشقاب پرنده، تشکیل شده بود، آغاز شد. GoTopless از رویدادها و فصل‌های دیگر کشورها پشتیبانی کرده است.

#### تاریخ
Go Topless Day در واکنش به دستگیری فینیکس فیلی (جیل کوکارو)، یک فعال برهنه پوش که در سال ۲۰۰۵ به دلیل برهنه بودن در انظار عمومی در نیویورک دستگیر شد، تأسیس شد. شهر نیویورک با فیلی ۲۹۰۰۰ دلار تسویه حساب کرد زیرا برهنه بودن در آنجا قانونی است.
روز برهنه برو برای نزدیکترین یکشنبه ۲۶ اوت، روز برابری زنان، برنامه‌ریزی شده است، زیرا در آن روز در سال ۱۹۲۰ حق رای زنان تصویب شد (در سال ۱۹۷۱ کنگره ایالات متحده این روز را به عنوان روز برابری زنان اعلام کرد). این رویداد زنان را تشویق می‌کند تا در مکان‌های عمومی برهنه و مردانه را با پوشیدن سینه‌بند یا بیکینی روی سینه خود بپوشانند.

#### مناسبت‌ها
در سال ۲۰۰۸، اولین روز Go Topless برگزار شد.
در سال ۲۰۰۹، روز ملی برهنه در ۲۳ اوت در ایالات متحده جشن گرفته شد.
در سال ۲۰۱۱، روز برهنه برو در ایالات متحده در ۲۴ اوت برگزار شد. معترضان، اعم از زن و مرد، در تظاهرات برگزار شده در دوازده ایالت ایالات متحده، از جمله کالیفرنیا، نیویورک و کارولینای شمالی شرکت کردند. زنانی که در این جشن شرکت کردند از نوک سینه‌های لاتکس یا خمیرهای تقلبی برای پوشاندن نوک سینه‌های خود استفاده می‌کردند و به دلیل قوانینی که در برخی ایالت‌ها وجود دارد که زنان را از نشان دادن هاله و نوک سینه‌های خود در انظار عمومی منع می‌کند، دستگیر نمی‌شوند. معترضان تابلوهایی را به نمایش گذاشتند که روی آن نوشته شده بود: "مردان و زنان نوک سینه دارند. چرا زنان باید نوک پستان خود را پنهان کنند؟" و "حقوق برهنه برابر برای همه یا هیچ". بسیاری از مردانی که به تظاهرات پیوستند، سوتین و بیکینی پوشیدند تا به استاندارد دوگانه اعتراض کنند که در آن مردان اجازه دارند با سینه برهنه بروند، اما زنان مجاز نیستند در انظار عمومی برهنه بروند.
در سال ۲۰۱۱، روز Go Topless برای اولین بار در کانادا جشن گرفته شد. رالی روز 2011 Canadian Go Topless Day در تورنتو، انتاریو، در ۲۸ اوت برگزار شد. نزدیک به بیست زن برهنه برهنه رفتند و از کوئین استریت شرقی به ساحل کیو رفتند و با وانتی که آهنگ " انقلاب " از بیتلز را با صدای بلند به صدا درمی‌آورد، رفتند. به گفته دایان بریزبویز، سخنگوی Go Topless Canada، «این یک مسابقه زیبایی نیست. بلکه در مورد آزادی است. ما از حمایت برخورداریم؛ مردان زیادی نیز به رویدادهای ما می‌آیند.»
در سال ۱۹۹۶، دادگاه استیناف انتاریو حکم محکومیت گوئن جیکوب را در سال ۱۹۹۱ لغو کرد و گفت: «هیچ چیز تحقیرآمیز یا غیرانسانی» در مورد برهنه کردن سینه‌های او در ملاء عام وجود ندارد. این تصمیم حق زنان در کانادا برای برهنه رفتن در انظار عمومی را تعیین کرد.
در سال ۲۰۱۱، زنان برهنه در پارک برایانت در شهر نیویورک در روز برو برهنه جمع شدند، در حالی که مردان بیشتر آن را مشاهده کردند، 30 شهر در ایالات متحده تظاهرات برگزار کردند.
در سال ۲۰۱۳، Go Topless Day در ایالات متحده در ۲۵ اوت برگزار شد و ششمین سالگرد این رویداد را رقم زد. تظاهرات در ۴۰ شهر برگزار شد. از مردانی که از مأموریت این گروه حمایت می‌کنند خواسته شد که نوک سینه‌های خود را با خمیر یا سوتین بپوشانند.
از سال ۲۰۲۰، ۱۳ روز برهنه برو وجود داشته است که این رویداد در آخرین هفته اوت هر سال برگزار می‌شود.

## نگارخانه

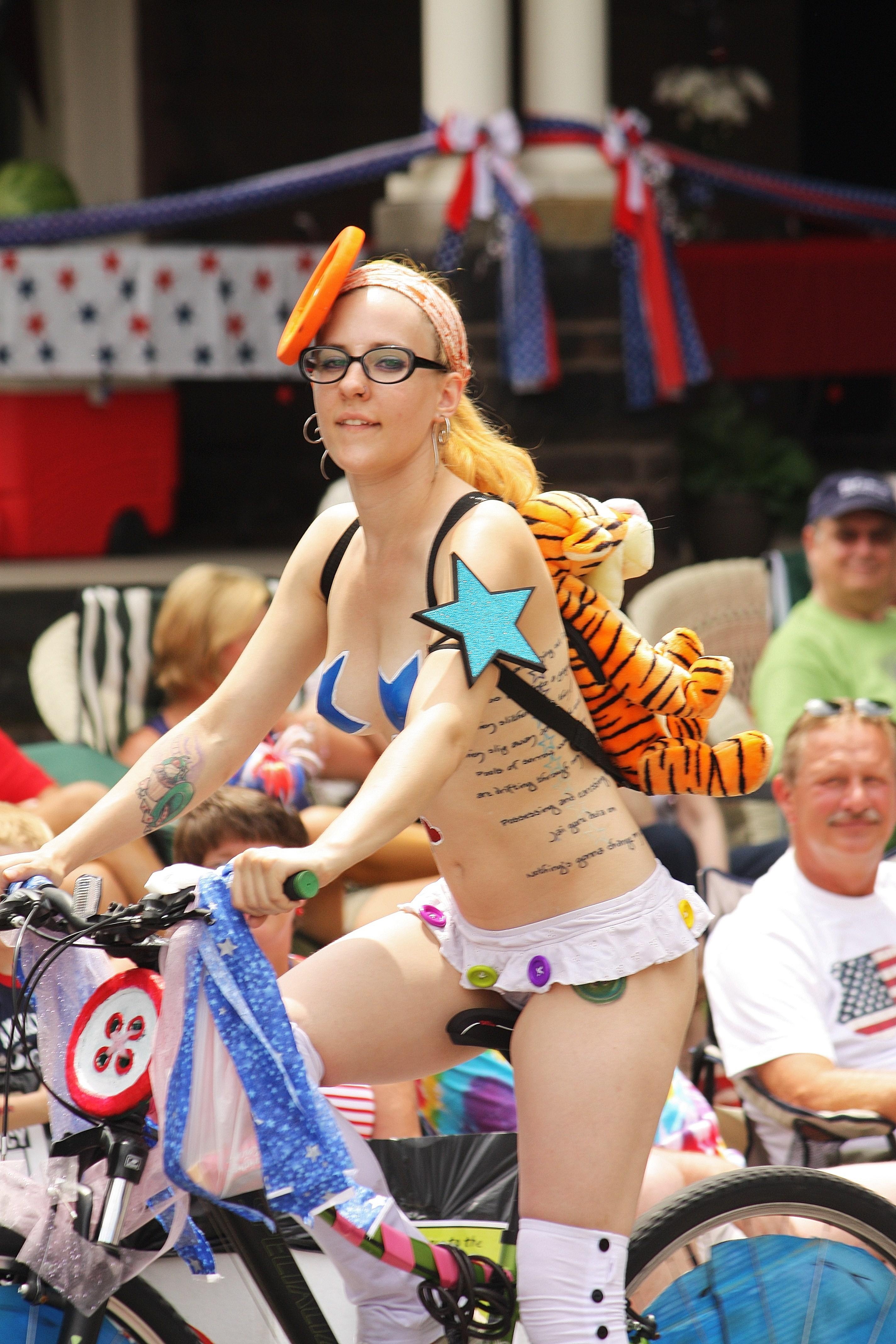
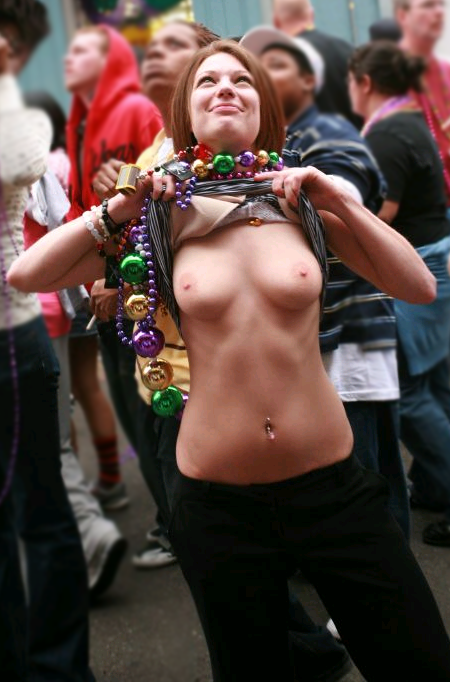
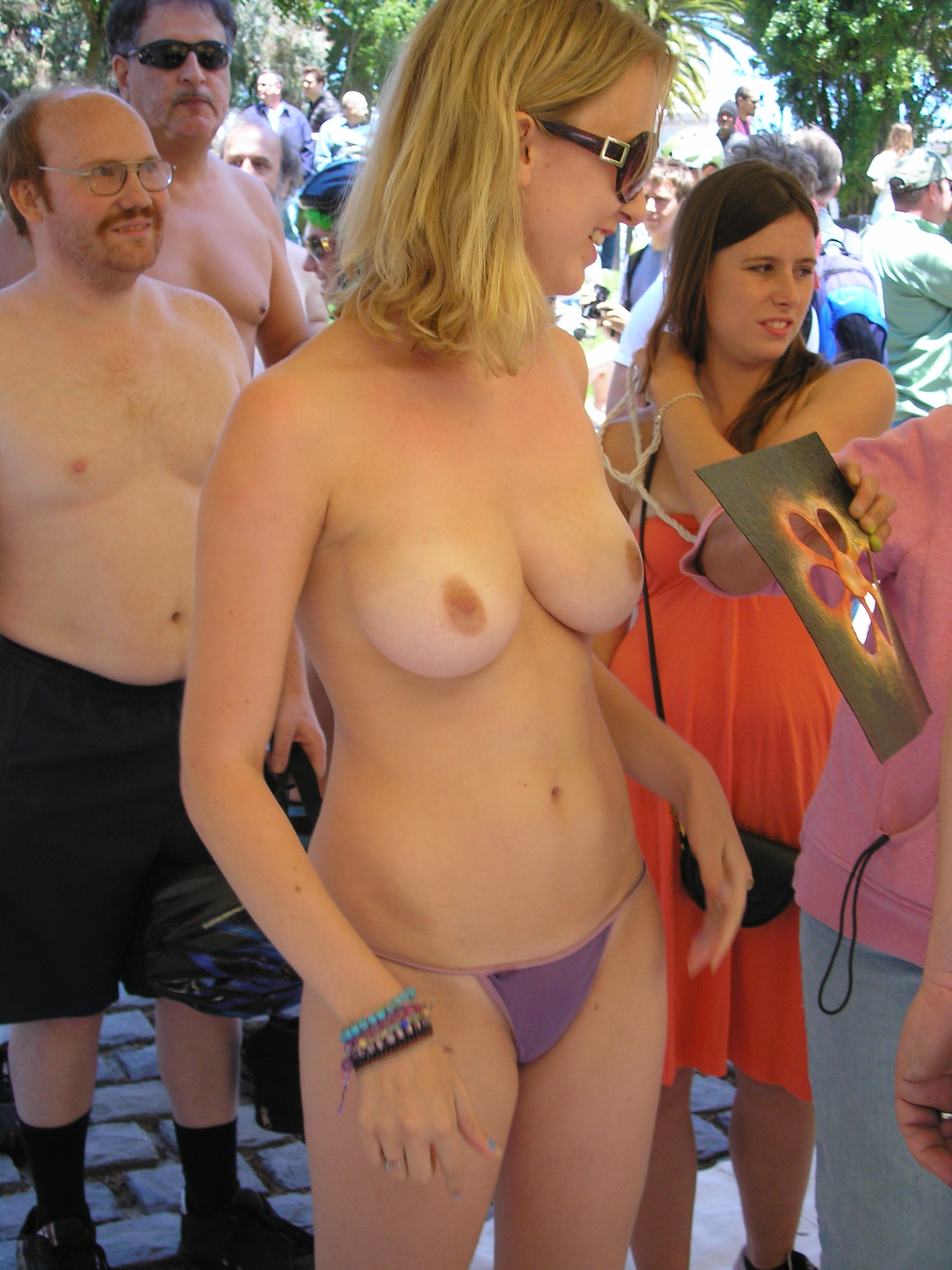
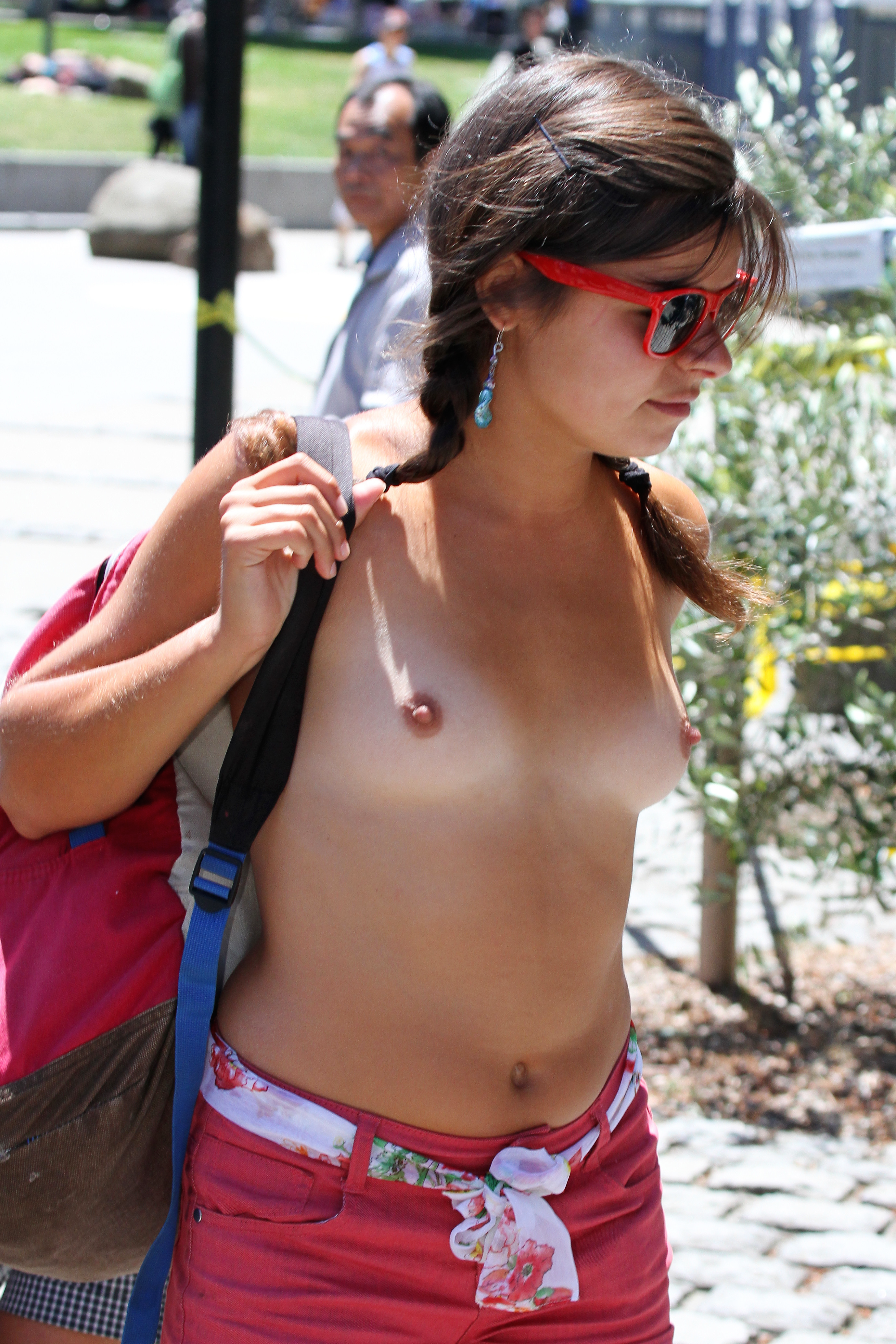
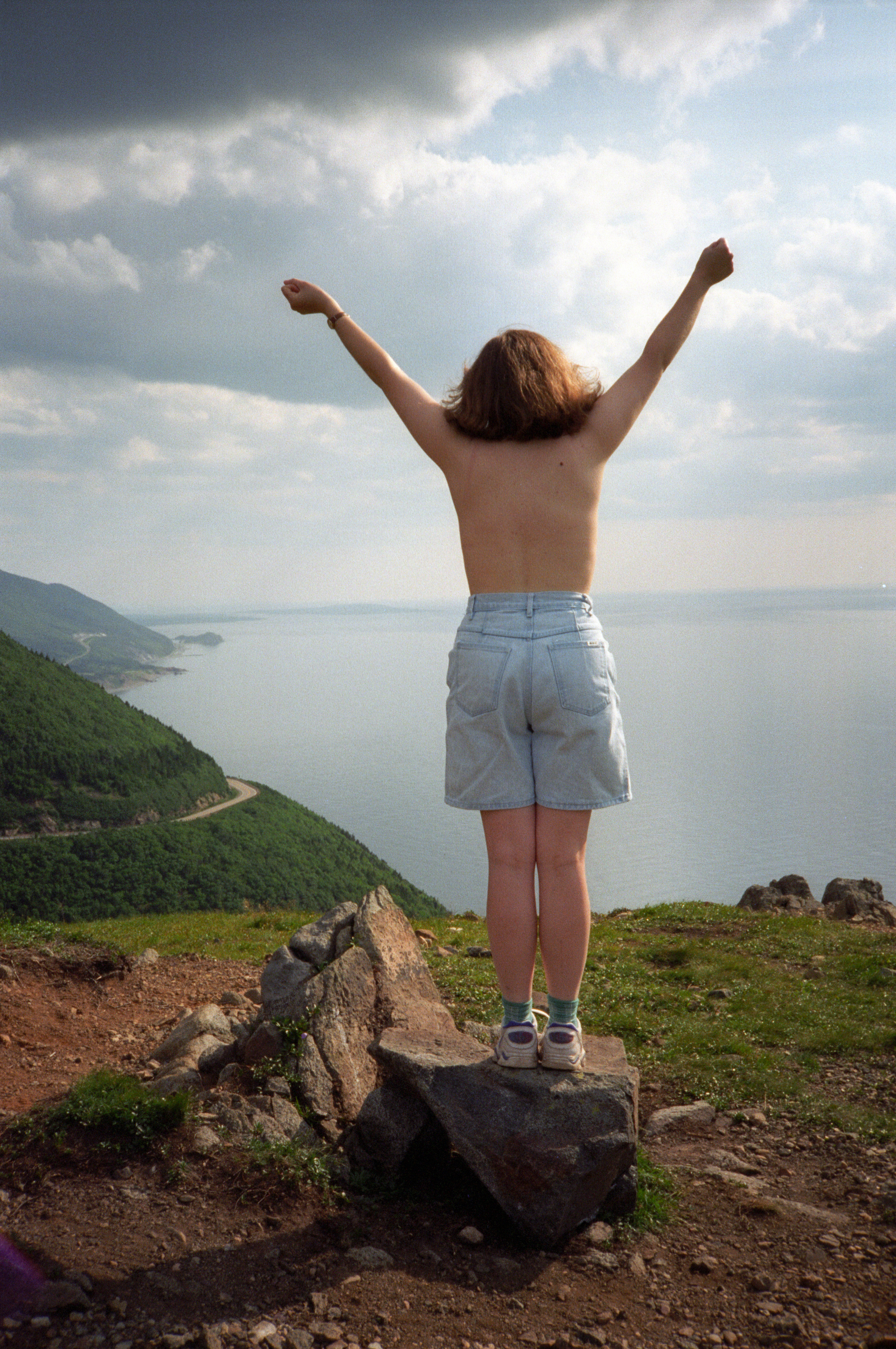
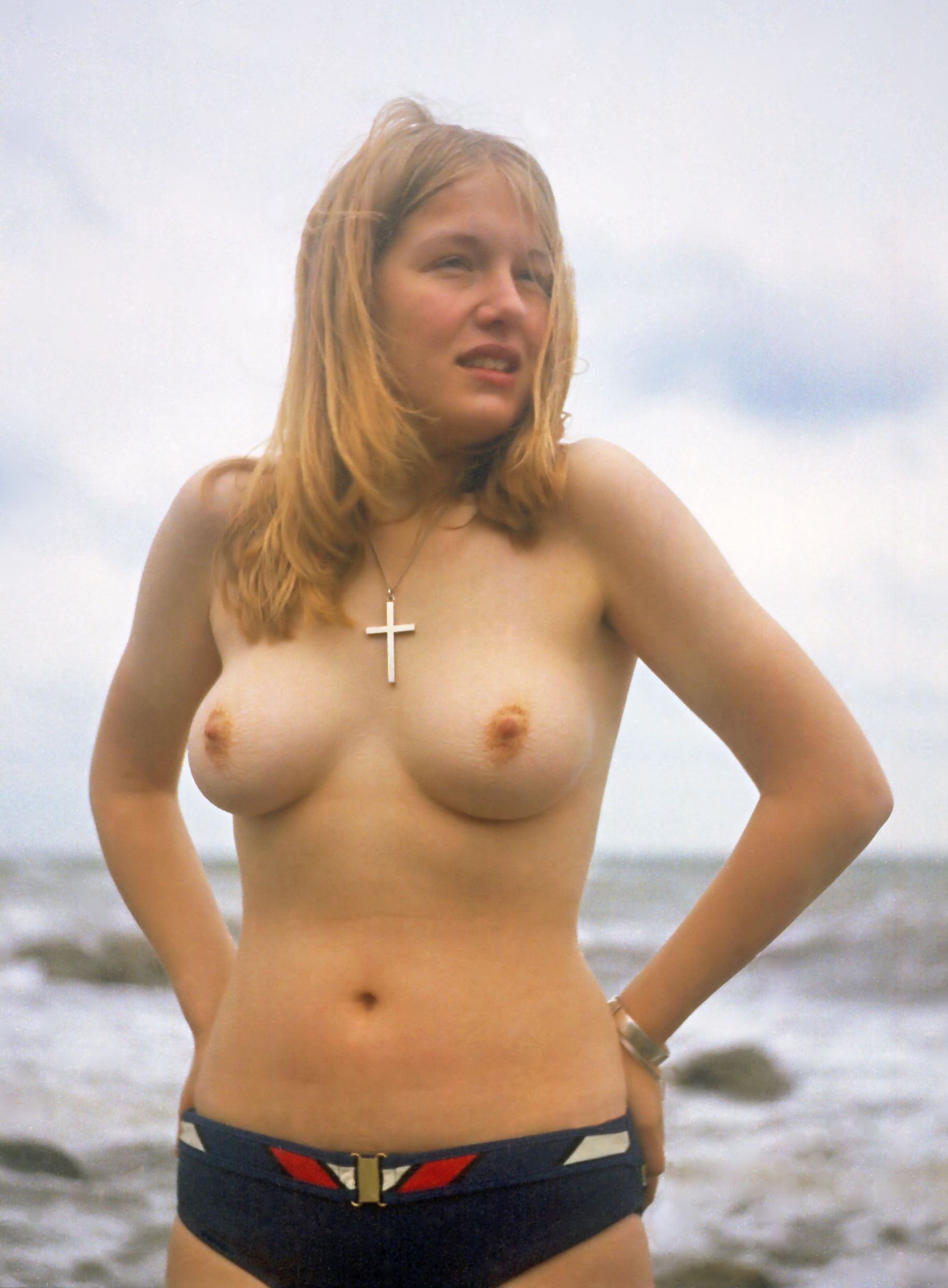
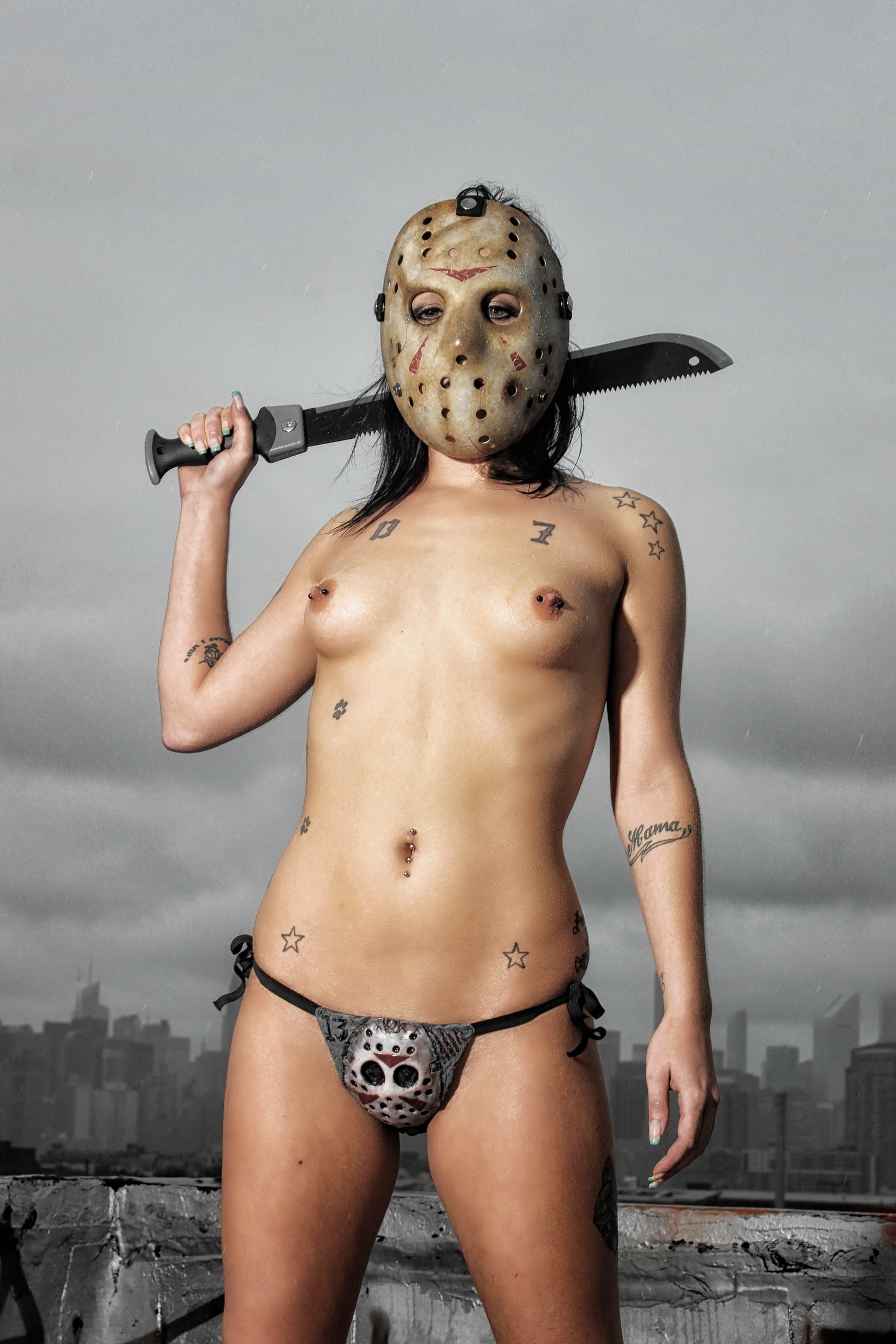
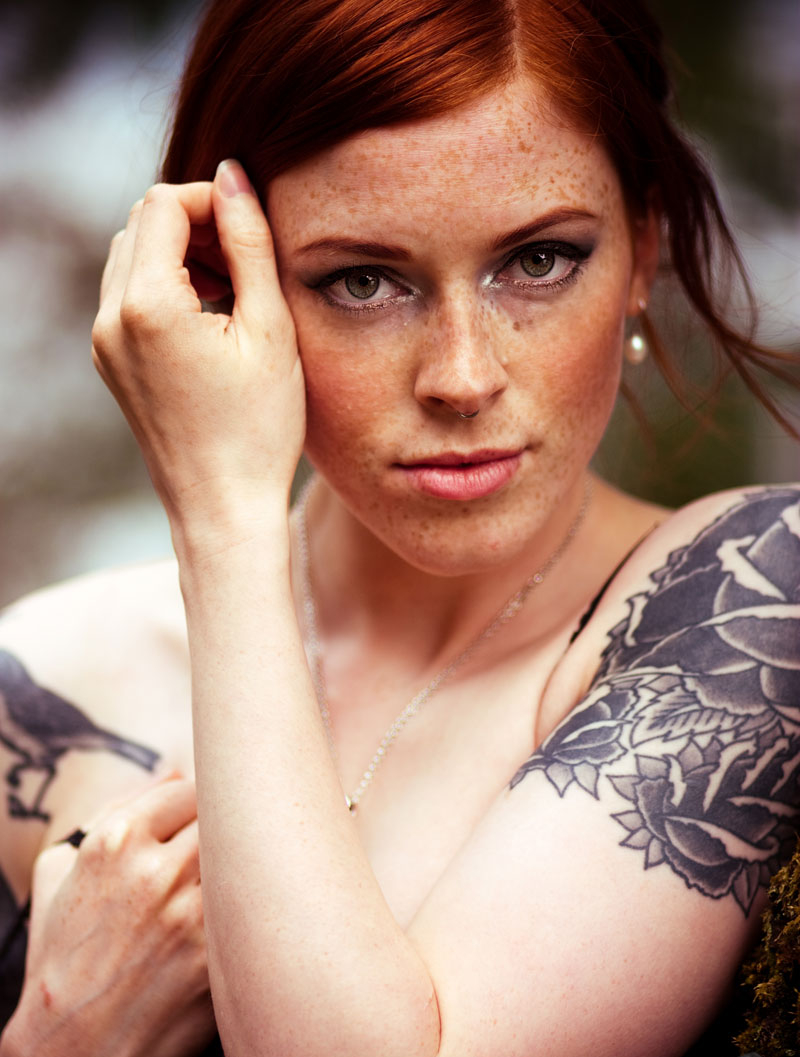
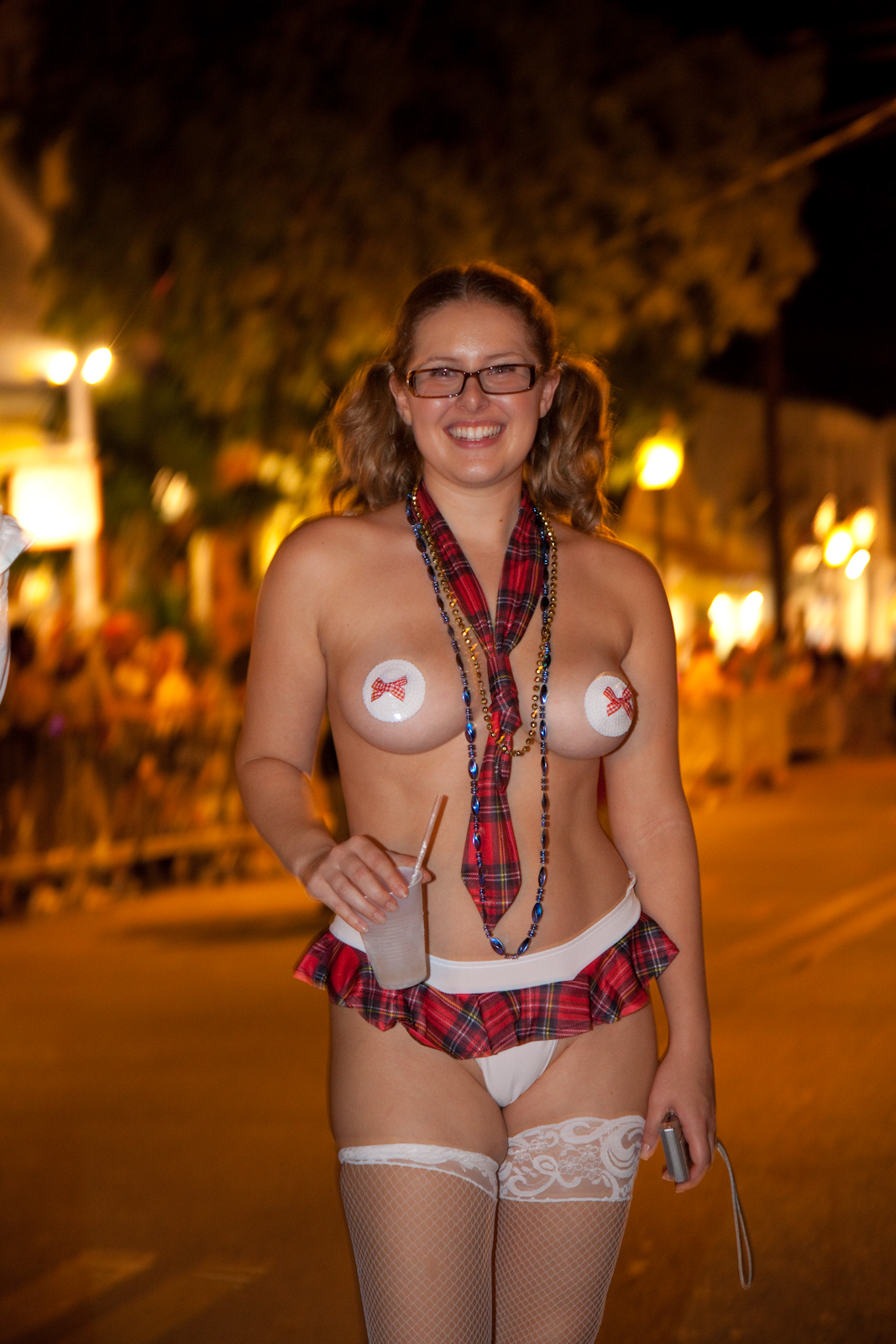
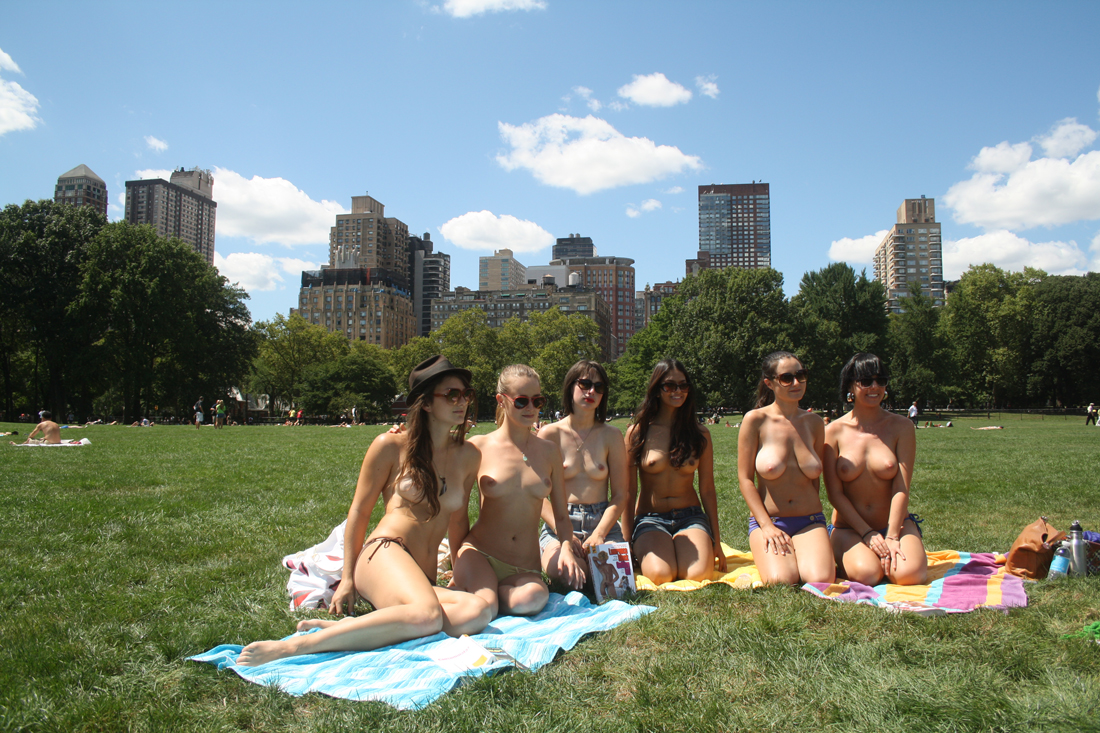
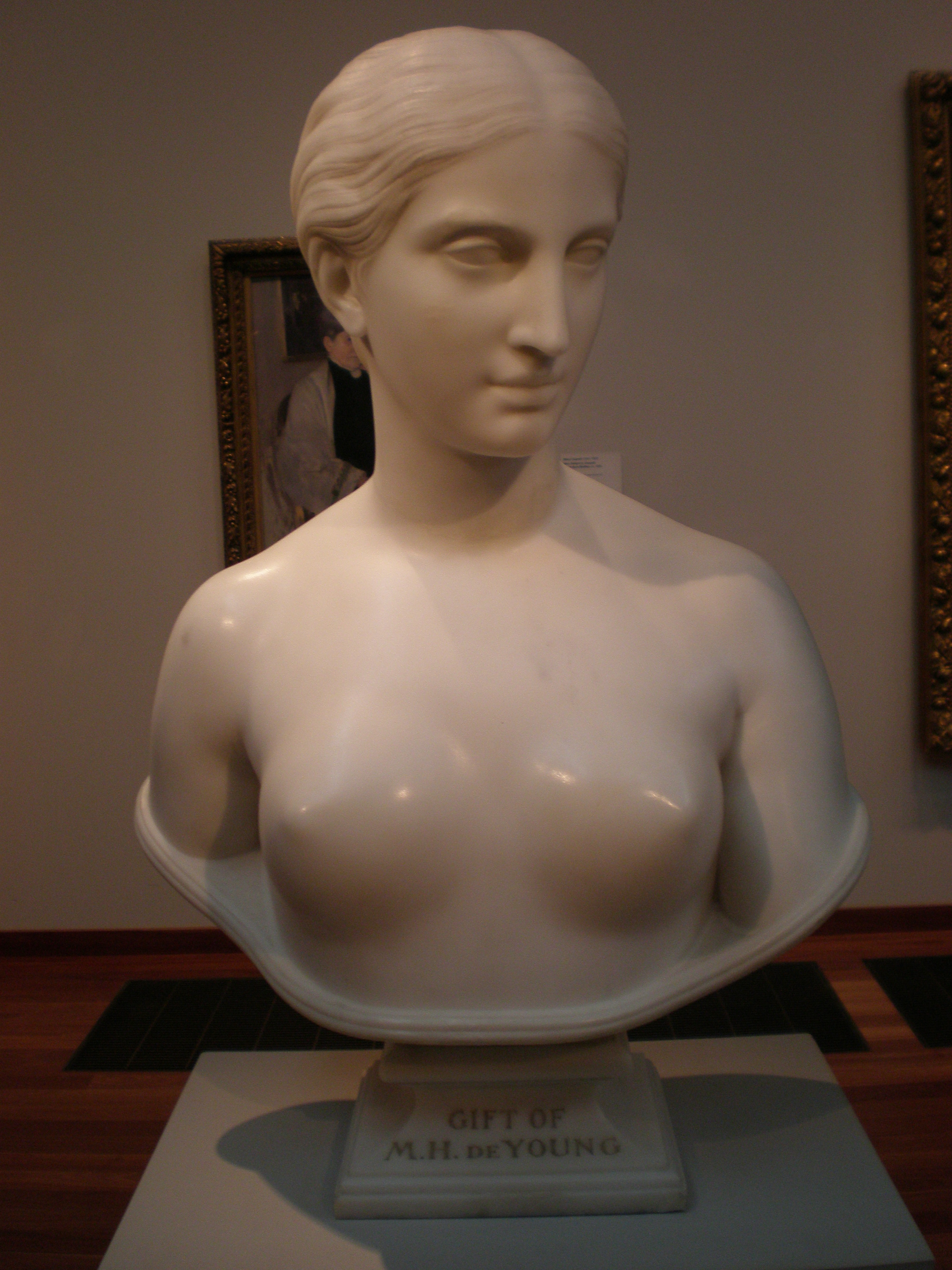
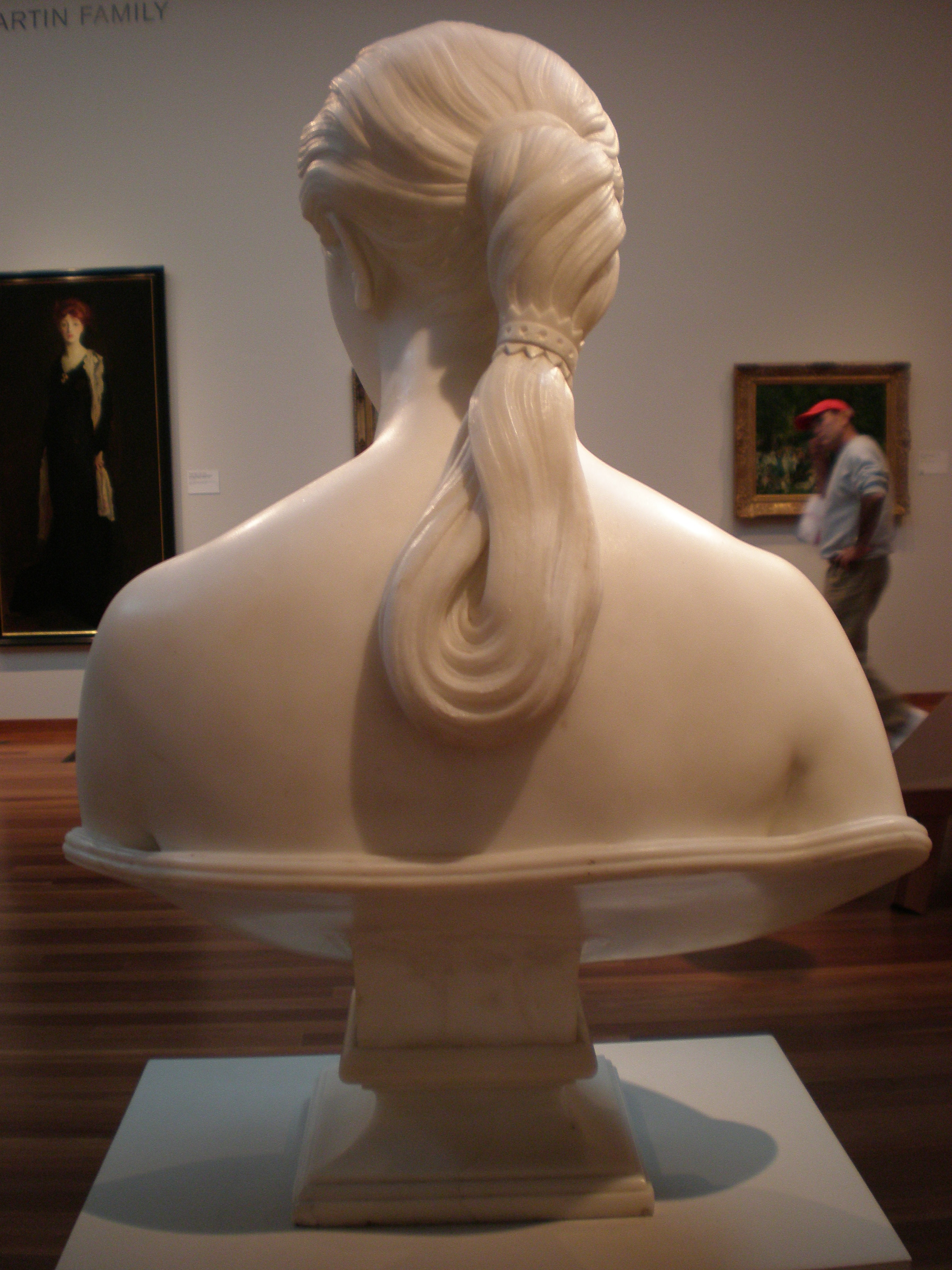
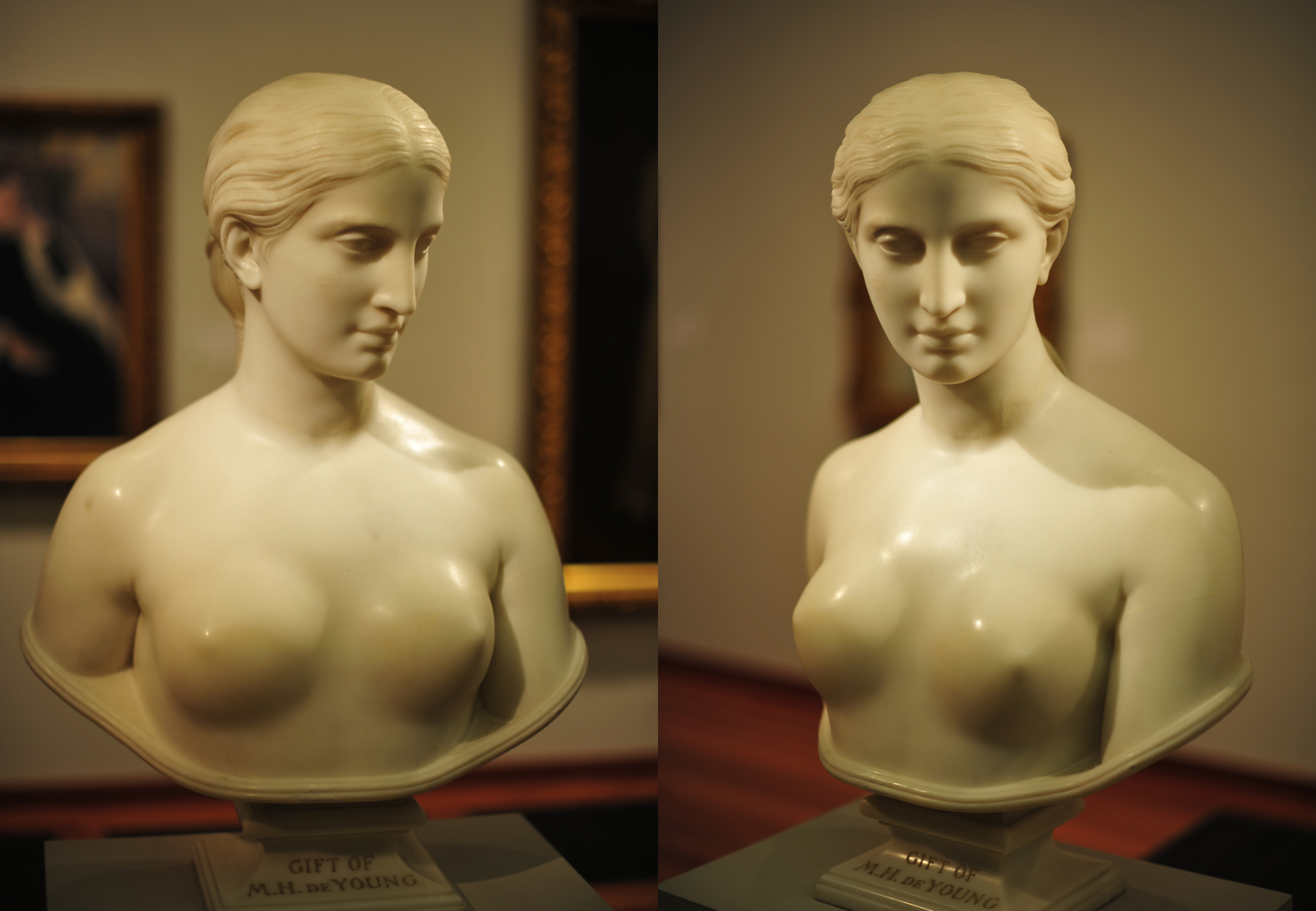